# Eszmélet (folyóirat)
Az Eszmélet negyedévente megjelenő magyar társadalomkritikai és kulturális folyóirat.

## Története
1956 nyarán Bernáth Aurél, Déry Tibor, Illyés Gyula, Kodály Zoltán és Lukács György Eszmélet címmel folyóiratot alapított, felelős szerkesztőnek a Lukács-tanítvány Mészáros Istvánt kérték fel. Az elkészült két lapszám azonban csak emigráns kiadványként, 1958-ban Londonban jelenhetett meg.
A lap 1989-ben jelent meg újra, immár Magyarországon. A szerkesztőbizottság elnöke (haláláig) Tőkei Ferenc akadémikus volt, első főszerkesztője Kapitány Gábor. 1993 óta Andor László volt a főszerkesztője, aki 2009-től 2014-ig az Európai Bizottság foglalkoztatás, szociális ügyek és társadalmi összetartozás elnevezésű tárcájának a vezetője volt. A jelenlegi szerkesztőbizottsági elnök Krausz Tamás, a felelős szerkesztő Lugosi Győző. A szerkesztőbizottság munkáját tanácsadók és nemzetközi védnökök segítik.
A lap következetes, globális kapitalizmuskritikát folytat. Célja a társadalmi szolidaritás, az egyéni szabadság és az emberi méltóság képviselete. Szerzői elismert hazai és külföldi szakemberek.
Az elmúlt két évtizedben a lap körül különféle szervezetek alakultak (Eszmélet Baráti Kör, Eszmélet Társadalomkritikai Szabadegyetem). Ezek rendezvényei bárki számára szabadon látogathatók. A lap megalakulásának huszadik évfordulóját orosz nyelvű lapszámmal Moszkvában ünnepelték.

## Tanácsadók
Agárdi Péter, Artner Annamária, Bayer József, Böröcz József, Földes György, Havas Ferenc, Jakab Attila, Juhász József, Kállai R. Gábor, Szalai Erzsébet, Szoboszlai György, Szűcs Katalin Ágnes, Tütő László, Wiener György, Susan Zimmermann, Z. Karvalics László

## Nemzetközi védnökség
Carlos Antonio Aguirre Rojas, Samir Amin, Stephen Eric Bronner, Borisz Kagarlickij, Andrej Kolganov, Andrea Komlosy, Bill Lomax, Alain Lipietz,Rastko Mocnik, Kari Polanyi-Levitt, Catherine Samary, Tamás Gáspár Miklós, Immanuel Wallerstein